# Núi Thái Bình (Hồng Kông)
Núi Thái Bình hay Thái Bình Sơn (Trung Văn: 太平山), tên khác là Victoria Peak (Đỉnh Victoria), The Peak, Mount Austin, là một ngọn núi ở Hồng Kông. Đây là ngọn núi cao nhất của đảo Hồng Kông. Ngọn núi cao 552 m. Ngọn núi này nằm ở nửa phía đông của đảo Hồng Kông. Tuy nhiên, ngọn núi này thấp hơn ngọn Đại Mạo Sơn thuộc lãnh thổ Hồng Kông. Ngọn núi này cũng có giá trị đất đắt nhất thế giới với nhiều gia đình giàu có sinh sống ở đây. Đỉnh núi này có trạm liên lạc radio đóng cửa đối với công chúng nhưng các khu vực xung quanh thì bao gồm các công viên, khu đất ở đắt giá. Từ đỉnh núi này có thể ngắm nhìn trung tâm Hồng Kông, bến cảng và các đảo chung quanh. Núi Thái Bình là một địa điểm thu hút khách tham quan của Hồng Kông.

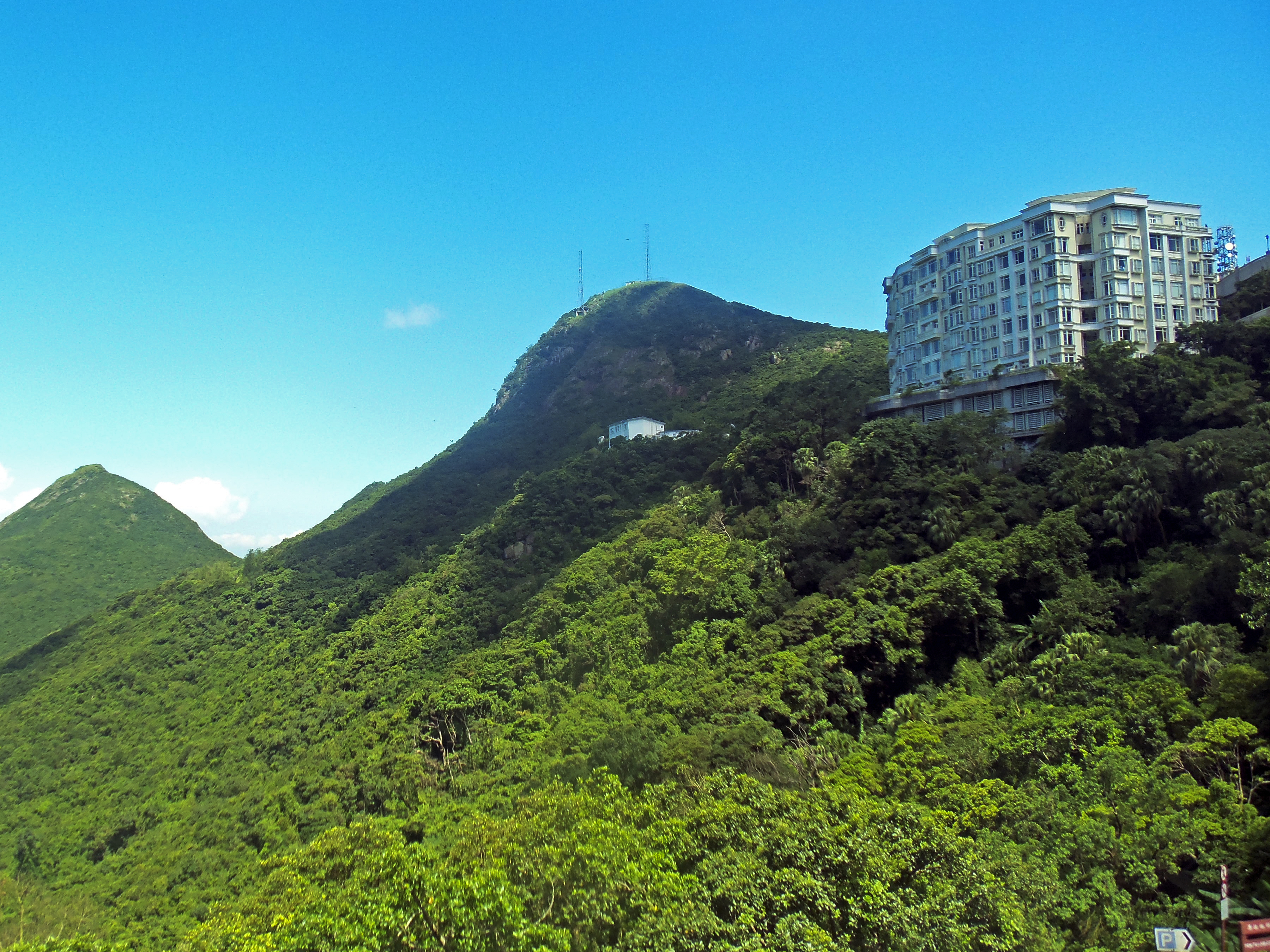
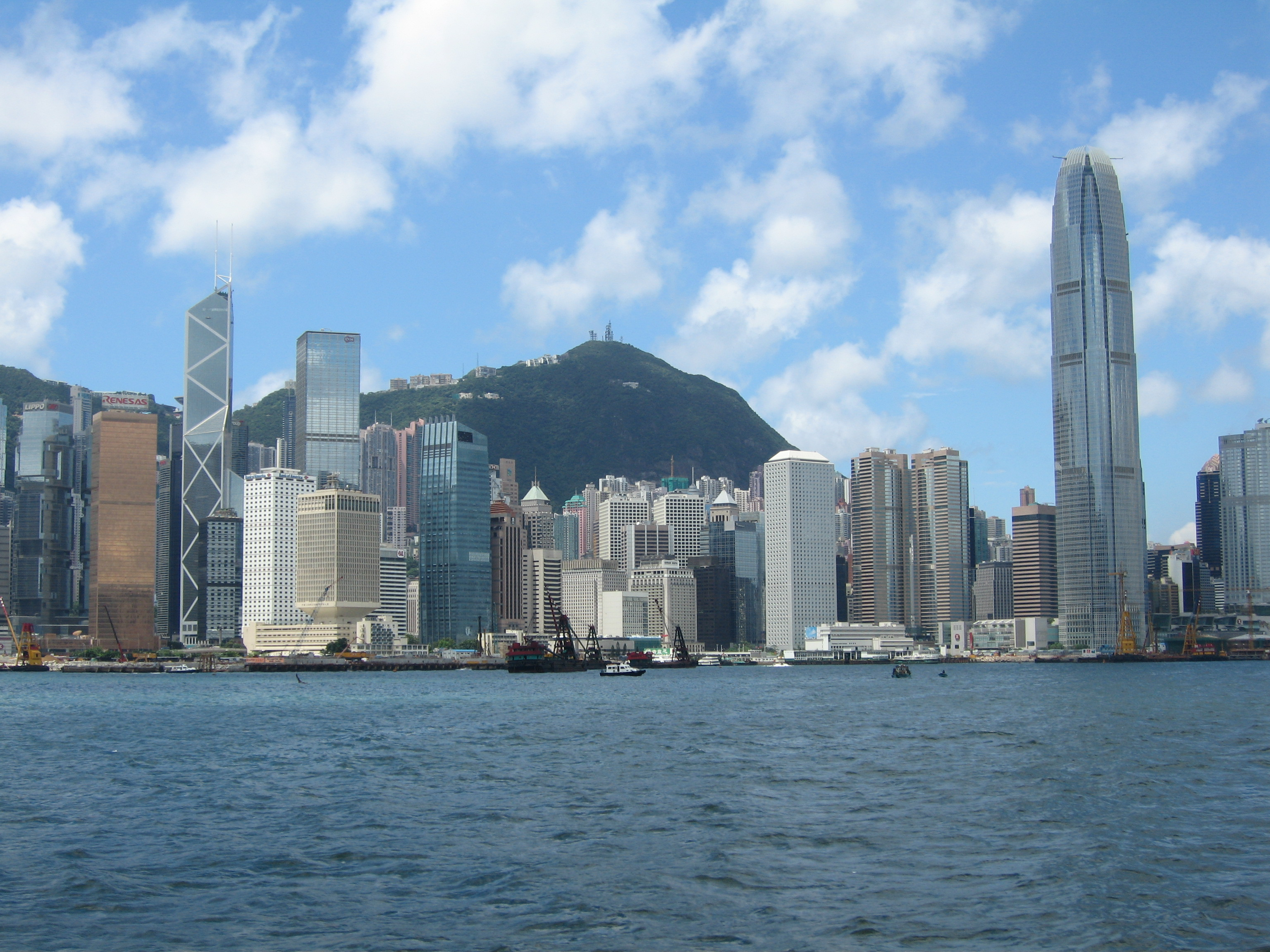
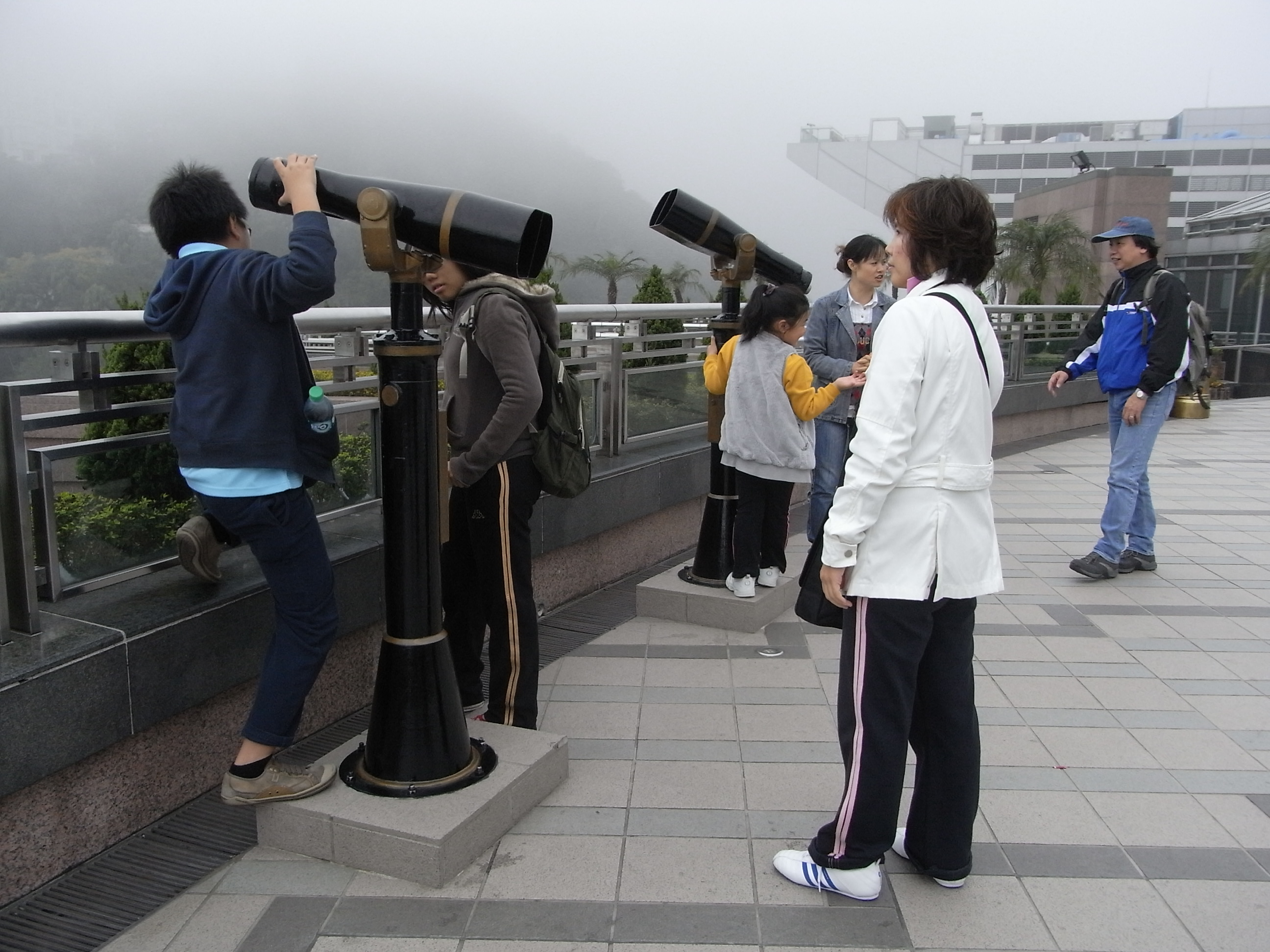
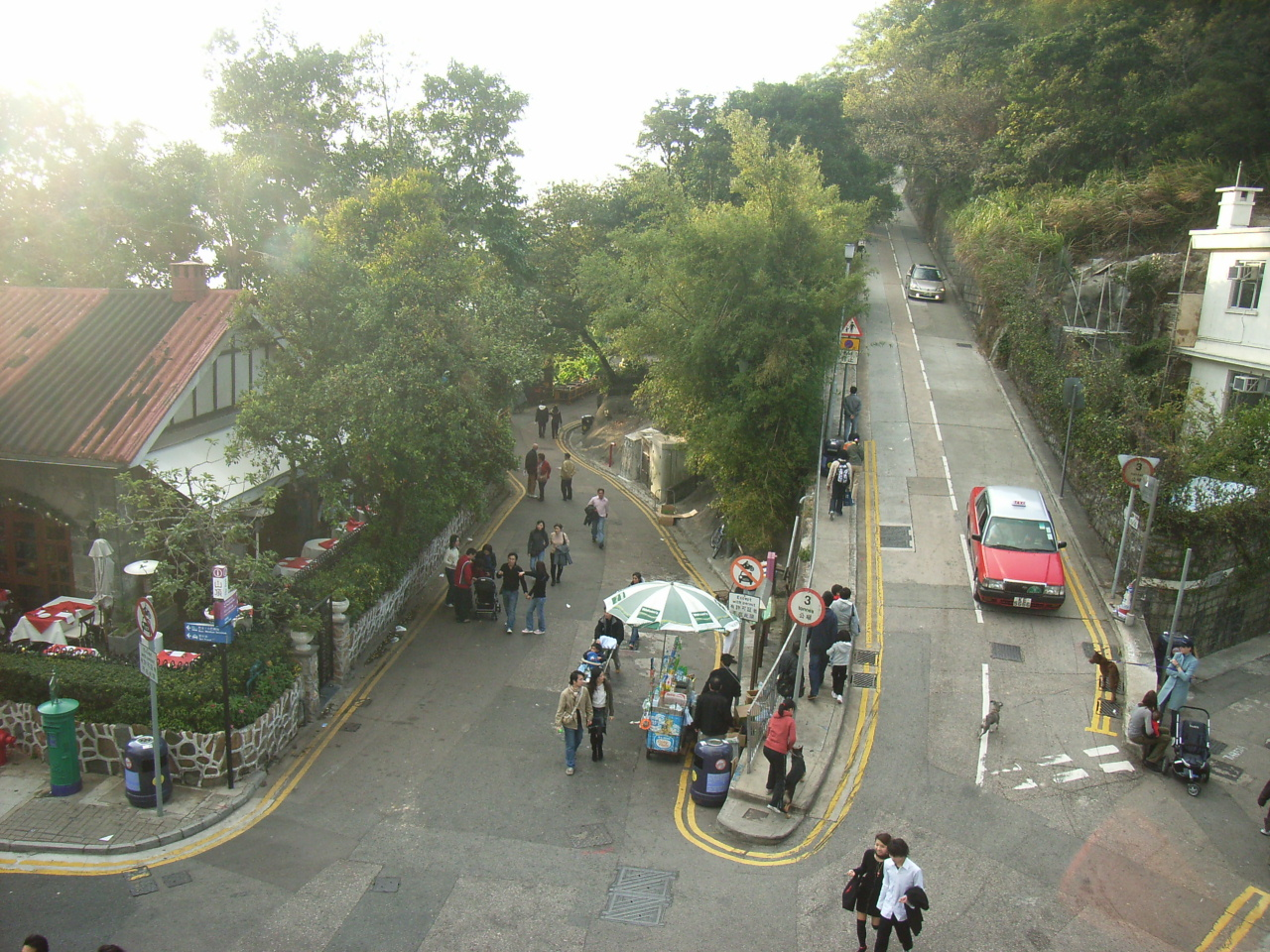
Victoria Gap và Đường Harlech, đường Núi Austin dẫn lên núi, năm 2006
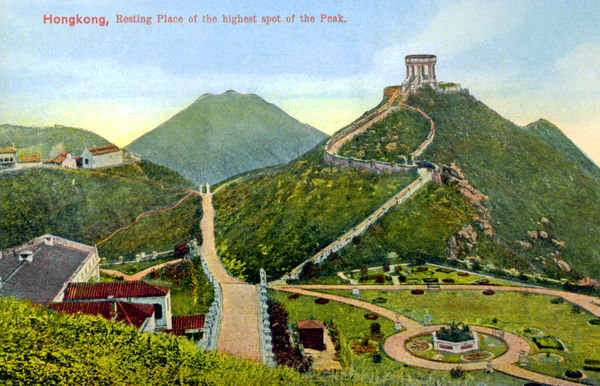
Núi Thái Bình, năm 1905